# Acanthocheilus bicuspis
Acanthocheilus bicuspis är en rundmaskart som först beskrevs av Wedl 1855.  Acanthocheilus bicuspis ingår i släktet Acanthocheilus och familjen Ascarididae. Inga underarter finns listade i Catalogue of Life.